# Verbascum arabkirense
Verbascum arabkirense är en flenörtsväxtart som beskrevs av Hub.-mor.. Verbascum arabkirense ingår i släktet kungsljus, och familjen flenörtsväxter. Inga underarter finns listade i Catalogue of Life.